# Notre-Dame de Paris (musical)
Notre-Dame de Paris es un musical francés completamente cantado, con música de Riccardo Cocciante y libreto y letras de Luc Plamondon. Basado en la novela Nuestra Señora de París de Victor Hugo, su partitura incluye canciones como «Vivre», «Belle» y «Le temps des cathédrales», que han alcanzado mucha popularidad y se han convertido en éxitos de ventas en el mercado francófono.
El espectáculo se estrenó por primera vez en 1998 en el Palacio de Congresos de París y desde entonces ha podido verse en numerosas ciudades a lo largo de todo el mundo.

## Argumento

### Acto I
La acción se sitúa en París, en el año 1482. El poeta Gringoire, quien actúa como narrador y también forma parte de los hechos, introduce al espectador en la era de las catedrales, cuando los hombres escribieron su propia historia levantando estas descomunales construcciones («La era de las catedrales»).
Los vagabundos y refugiados de París, liderados por Clopin, se arremolinan en la entrada de la catedral de Notre-Dame implorando asilo («Los sin papeles»). El archidiácono Frollo ordena a Febo, capitán de los Arqueros del Rey, que disperse a la multitud («Intervención de Frollo»). Mientras sus hombres expulsan a los refugiados, Febo repara en una hermosa gitana de nombre Esmeralda y al instante se siente atraído por ella (en producciones más recientes, Febo se fija en Esmeralda mientras ella baila delante de la catedral). Esmeralda se dispone a defenderse con un puñal que lleva escondido, pero el capitán en lugar de arrestarla se interesa por ella. La gitana le habla de sus exóticas raíces y de los sueños que anhela («La canción de la zíngara»), y Febo la deja marchar en libertad.
Clopin, quien ha cuidado de Esmeralda desde que sus padres murieron cuando ella tenía ocho años, advierte a su protegida de que ya no es una niña. Ha llegado a una edad en la que pronto descubrirá el amor y por eso debe tener mucho cuidado porque no todos los hombres son dignos de confianza («Esmeralda verás»).
A pesar de su fascinación por Esmeralda, Febo regresa junto a su prometida Flor de Lis, una hermosa joven de origen noble. El amor de Flor de Lis por Febo es infantil e irracional, como el de Julieta por Romeo («El collar de diamantes»). 
Las gentes de París se reúnen para la fiesta de los locos, una salvaje y colorista celebración presidida por Gringoire cuyo clímax es la elección del rey de los locos. Aquel que consiga poner la cara más espantosa será coronado por la propia Esmeralda. De pronto una monstruosa figura que se oculta entre las sombras es arrastrada a la vista de todos. Se trata del campanero de Notre-Dame, el deforme y jorobado Quasimodo, que por decisión unánime es nombrado rey («La fiesta de los locos»). Gentil y de buen corazón, el campanero acepta las burlas de la muchedumbre, aunque en su interior sufre porque sabe que una mujer tan hermosa como Esmeralda jamás se fijará en él («El rey de los locos»).
Frollo interrumpe la celebración y ordena a Quasimodo que secuestre a Esmeralda y la lleve ante él. Su intención es encerrarla acusada de brujería y violación del orden público («La bruja»). Quasimodo, que siempre obedece a Frollo por haberle criado y educado desde que fue abandonado cuando era un bebé, acepta la orden de su amo («El niño encontrado»).
La noche cae sobre París y sus puertas se cierran para proteger a los ciudadanos. Gringoire habla sobre la oscuridad y los secretos que esconde la ciudad («Las puertas de París»). Siguiendo el encargo de Frollo, Quasimodo se dispone a raptar a Esmeralda cuando aparece Febo acompañado de sus guardias y lo arresta. Febo aprovecha la ocasión para arreglar un encuentro con Esmeralda al día siguiente en el cabaret del Val d'Amour. Oculto entre las sombras, Frollo observa la escena («Intento de rapto»).
Esmeralda busca refugio en la corte de los milagros, guarida de todos los proscritos de París. Allí, Clopin preside una celebración salvaje y proclama que todos son iguales sin importar raza, religión o historial criminal. Gringoire, quien también ha acabado en el mismo lugar siguiendo los pasos de Esmeralda, es condenado a muerte por su intromisión y por escribir poesía. Solo si se casa con una mujer podrá evitar la horca. Esmeralda accede a convertirse en su esposa para salvarlo, pero le advierte que nunca será su amante («La corte de los milagros»).
Gringoire y Esmeralda se quedan a solas y él se presenta como el «Príncipe de las calles de París». El poeta le cuenta a su esposa que no es un hombre mujeriego y que solo desea que ella sea su musa e inspiración. Como Gringoire sabe leer y escribir, Esmeralda le pregunta por el significado del nombre «Febo» y él le explica que en latín se utiliza para referirse al «dios del sol» («¿Febo, qué significa?»). Esmeralda y Flor de Lis anhelan el amor de Febo («Bello como el sol»), sin ser conscientes de que lo que el capitán desea es tenerlas a las dos al mismo tiempo: a Flor de Lis como esposa y a Esmeralda como amante para satisfacer su lujuria («Roto en dos»).
Al día siguiente, Frollo cita a Gringoire en Notre-Dame y le interroga sobre su mujer Esmeralda, prohibiéndole tocarla. Gringoire cambia de conversación y le pregunta por una extraña inscripción que hay en la Galería de los Reyes de la catedral. Frollo le responde que la inscripción reza «ananké», que en griego significa «fatalidad». Abajo en la plaza, Quasimodo es atado a una rueda de tortura como castigo por intentar secuestrar a Esmeralda («Anarkia es fatalidad»).
Humillado y exhausto, Quasimodo implora por agua, pero todos lo ignoran («Beber»). De pronto aparece Esmeralda y le da de beber, un acto de piedad que toca el corazón del pobre jorobado. Cuando es liberado de la rueda, Quasimodo se lamenta del amor no correspondido que empieza a sentir hacia Esmeralda, mientras Frollo y Febo ven cómo la lujuria va creciendo cada vez más dentro de ellos («La palabra belle»).
En agradecimiento por su compasión, Quasimodo lleva a Esmeralda a Notre-Dame y le dice que, de la misma forma que la catedral ha sido su hogar y refugio durante toda su vida, ahora también puede ser el suyo siempre que ella lo necesite. Aunque al principio siente miedo por el desagradable aspecto del campanero, su gentileza y bondad conmueven a Esmeralda («Mi casa es tu casa también»). A solas en la catedral, la gitana reza a la Virgen María para que la proteja de todo mal («Ave María gitana»), mientras Quasimodo sigue soñando con su amor («Si tú vieses dentro de mí»). Frollo, que en secreto ha estado espiando a Esmeralda, se da cuenta de que su lujuria acabará por destruirlo, pero aun así no puede ni quiere resistirse («Me vas a destruir»).
Esa misma noche, Febo se dirige al cabaret del Val d'Amour a encontrase con Esmeralda cuando advierte que una figura encapuchada lo acecha entre las sombras. El encapuchado, que no es otro que Frollo disfrazado, lo amenaza para que no vaya al cabaret, pero el capitán no hace caso de la advertencia y continúa su camino («La sombra»).
En el Val d'Amour, Gringoire explica cómo cualquiera, sin importar raza, credo o color, puede venir a disfrutar de los placeres del burdel («El cabaret del Val d'Amour»). Febo llega y se encuentra con Esmeralda en una habitación privada («Sensualidad»). Los dos se abrazan y cuando están a punto de hacer el amor, Frollo irrumpe en el cuarto y apuñala al capitán con la daga de Esmeralda. La gitana se derrumba sobre el cuerpo de Febo mientras Frollo escapa. Gringoire y el resto de la compañía reflexionan sobre la terrible fuerza del destino («Fatalidad»).

### Acto 2
Frollo y Gringoire discuten sobre los últimos acontecimientos y avances científicos que están teniendo lugar y cómo algunos de ellos (como la imprenta de Gutenberg o las nuevas doctrinas de Lutero) cambiarán el mundo para siempre («Háblame de Florencia»). Gringoire advierte el extraño silencio que reina en Notre-Dame y Frollo le dice que Quasimodo no toca las campanas desde hace tres días. Arriba en la torre, el jorobado se reconforta con sus únicas amigas, las campanas, porque hace varios días que no sabe nada de Esmeralda. Sus campanas favoritas son las tres «Marías»: «María la pequeña», que suena en los entierros de niños, «María la alta», que se utiliza para despedir a los barcos que zarpan, y «María la gorda», que suena en las bodas. Quasimodo toca las campanas para que Esmeralda, si aún sigue viva, sepa que él la quiere («Campanas»).
Frollo pregunta a Gringoire por Esmeralda, pero el poeta miente y dice que no sabe dónde está. Clopin también anda buscando a la gitana y, a través de Gringoire, descubre que su protegida está encarcelada en la prisión de La Sainte por el apuñalamiento de Febo y que ha sido condenada a la horca («¿Dónde está Esmeralda?»).
Encerrada en su celda, Esmeralda se compara a sí misma con un pájaro enjaulado y llama a Quasimodo para que venga a rescatarla, mientras el campanero sigue lamentando la desaparición de su amiga («Pájaro enjaulado»). Durante una redada, Clopin y un grupo de proscritos son arrestados y llevados a La Sainte («Condenados»). Esmeralda es juzgada y acusada de brujería e intento de asesinato, con Frollo como juez titular («El juicio de Esmeralda»). Como la gitana se niega a reconocer sus crímenes, Frollo ordena torturarla. Esmeralda acaba confesando y es condenada a morir en la horca, pero aun así tiene fuerzas para reafirmar su amor por Febo («La tortura de Esmeralda»). Frollo se queda solo atormentado por su atracción sexual hacia Esmeralda («Ser un cura y amarla a ella»).
Esmeralda es llevada de nuevo a la prisión a la espera de su ejecución, pero la muchacha se siente feliz al saber que Febo sigue con vida y sueña con que el capitán venga a rescatarla («Mi Febo»). En otra parte de la ciudad, un convaleciente Febo pide perdón a Flor de Lis y se justifica diciendo que fue víctima de un hechizo de Esmeralda, sin saber que quien en realidad le apuñaló fue Frollo («Volver a ti»). Flor de Lis acepta perdonarlo a cambio de que Esmeralda sea ahorcada («La montura»).
Frollo visita a Esmeralda en su celda con el pretexto de administrarle la extremaunción y le confiesa su amor («Visita de Frollo a Esmeralda»). El archidiácono le ofrece un trato. Si ella se entrega a él una única vez, será puesta en libertad («Te vi bailar al sol»). Ante la negativa de Esmeralda, Frollo intenta violarla, pero es detenido por Quasimodo, quien irrumpe en la prisión liberando a Clopin y a su gente. Clopin ataca a Frollo dejándolo inconsciente y todos huyen hacia Notre-Dame en busca de asilo («Libertad»). Por su propia seguridad, Quasimodo esconde a Esmeralda en el campanario.
Mientras Quasimodo custodia a Esmeralda, Gringoire le canta a la luna y le cuenta el sufrimiento que padece el jorobado por su amor no correspondido («Luna, bello astro solitario»). Quasimodo le da a Esmeralda un silbato para que le llame siempre que necesite su ayuda y la deja durmiendo a salvo («Te daré un silbato»). El desdichado campanero se lamenta de que Esmeralda prefiera entregarse a un embaucador como Febo antes que a alguien que la ama sinceramente («Dios qué mundo tan injusto»). A solas en la torre, Esmeralda se despierta y anhela poder amar en libertad. Aunque su destino sea morir, su amor seguirá por siempre («Vivir»).
Con Clopin y su gente ocupando Notre-Dame, Frollo ordena a Febo que viole el derecho al asilo de los proscritos y ataque la catedral con sus soldados. Los sin papeles resisten valerosamente, pero no son rival para el ejército y en el primer asalto Clopin es herido de gravedad. Antes de morir, Clopin pide a Esmeralda que ocupe su lugar como líder («El asalto a Notre-Dame»). Esmeralda y los proscritos se enfrentan a los hombres de Febo, pero finalmente son derrotados. La gitana es capturada y enviada al patíbulo, y los sin papeles son deportados fueran de París («Deportados»). Flor de Lis, satisfecha, acepta de nuevo a Febo y los dos se marchan juntos.
Quasimodo busca desesperadamente a Esmeralda por la catedral cuando tropieza con Frollo en una de las torres. El campanero suplica a su amo que le ayude a encontrarla, pero Frollo, completamente enloquecido, señala hacia la plaza donde Esmeralda cuelga de la horca. El archidiácono confiesa a Quasimodo que él es el responsable de la muerte de la gitana porque ella no quiso entregarle su amor. Frollo comienza a reír histéricamente y Quasimodo, enfurecido, arroja a su amo al vacío («Maestro y salvador»).
Mientras los verdugos descuelgan a Esmeralda de la horca, Quasimodo aparece y reclama su cadáver («Dádmela a mí»). Roto de dolor, el jorobado se arrodilla sobre al cuerpo de Esmeralda y promete permanecer junto a ella hasta que muera («Danza mi Esmeralda»).

## Desarrollo
En 1993, Luc Plamondon comenzó a preparar una nueva ópera rock tras haber alcanzado el éxito con Starmania (1978) y a pesar del fracaso de La légende de Jimmy (1990). Buscando inspiración en una gran historia, Plamondon se sumergió en la lectura de la novela Nuestra Señora de París de Victor Hugo y entre sus páginas encontró material para aproximadamente una treintena de canciones. Entonces se puso en contacto con su amigo y antiguo colaborador Riccardo Cocciante y le ofreció hacerse cargo de la partitura. En un principio, Cocciante se mostró escéptico ante la idea de convertir un icono de la literatura francesa en un musical, pero finalmente quedó convencido cuando Plamondon le enseñó la letra que había escrito para una de las canciones, «Belle». Esta canción, que según el propio Plamondon fue inspirada por la película de 1956 Nuestra Señora de París, dirigida por Jean Delannoy y protagonizada por Anthony Quinn y Gina Lollobrigida, posteriormente se convertiría en un éxito masivo en los países de habla francesa y sería una de las principales impulsoras del espectáculo.
Durante los siguientes tres años, Plamondon y Cocciante se dedicaron a componer la música, creando una pieza de casi tres horas de duración, de las cuales cerca de una tuvo que ser recortada. Una vez completada la partitura, Plamondon le ofreció la dirección a Gilles Maheu sin muchas esperanzas de que aceptase formar parte de un proyecto de corte tan clásico, ya que este se había curtido en la escena teatral avant-garde. Sin embargo, dio la casualidad de que uno de los primeros trabajos de juventud de Maheu había sido precisamente un ballet sobre la gitana Esmeralda y sus tres pretendientes, así que Plamondon obtuvo un sí por respuesta.
Tras varios intentos frustrados de encontrar un productor, Guy Darmet, director de la Maison de la Danse de Lyon y un viejo amigo de Plamondon, les presentó a Victor Bosch, responsable de la sala Transbordeur de Villeurbanne. Bosch organizó un encuentro con Charles Talar, veterano de la industria discográfica francesa, y este accedió a producir la obra tras escuchar varias de las canciones con Cocciante al piano interpretando todos los personajes y Plamondon explicando las escenas. Se acordó que la première tendría lugar en otoño de 1998, en el Palacio de Congresos de París.
Para promocionar el espectáculo, en enero de 1998 se editó un álbum conceptual grabado en los estudios Artistic Palace por el mismo reparto que después estrenaría el musical, exceptuando el papel de Esmeralda, que en el disco fue interpretado por la cantante israelí Noa. El álbum fue un éxito inmediato y encabezó las listas musicales durante diecisiete semanas consecutivas, vendiendo más de dos millones de copias solo en Francia. Las canciones «Vivre», «Belle» y «Le temps des cathédrales» fueron publicadas como sencillos y consiguieron una gran repercusión en el mercado francés.

## Producciones

### París
Notre-Dame de Paris tuvo su première mundial el 16 de septiembre de 1998 en el Palacio de Congresos de París, donde se representó hasta el 31 de enero de 1999, para a continuación emprender una gira por Francia, Bélgica, Canadá y Suiza. El elenco original estuvo liderado por Garou como Quasimodo, Hélène Segara como Esmeralda, Daniel Lavoie como Frollo, Bruno Pelletier como Gringoire, Patrick Fiori como Febo, Luck Mervil como Clopin y Julie Zenatti como Flor de Lis. Noa, la intérprete de Esmeralda en el álbum conceptual, declinó participar en la versión teatral debido a su apretada agenda y a que su francés no era lo suficientemente bueno. La elegida para reemplazarla fue la cantante Hélène Segara, quien ya había audicionado para el papel en 1997.
Dirigido por Gilles Maheu, el espectáculo contó con un equipo creativo formado por Martino Müller en la coreografía, Christian Rätz en el diseño de escenografía, Fred Sathal en el diseño de vestuario, Alain Lortie en el diseño de iluminación y Manu Guiot en el diseño de sonido. La puesta en escena fue similar a la de un macroconcierto, con los cantantes principales colocados en el centro del escenario y un cuerpo de bailarines y acróbatas apoyando los números musicales. La orquesta y los coros fueron pregrabados.
El éxito obtenido por Notre-Dame de Paris volvió a poner de moda el musical en Francia y permitió a algunos de sus protagonistas desarrollar una carrera como solistas, incluyendo a Garou, Hélène Segara, Patrick Fiori y Julie Zenatti. En la edición de 1999 de los Victoires de la musique, la obra fue premiada en las categorías de canción del año («Belle») y mejor espectáculo musical.

### West End
Tras la buena acogida en los países francófonos, Notre-Dame de Paris dio el salto al West End londinense, donde debutó el 23 de mayo de 2000 en el Dominion Theatre. Producido por Michael White y adaptado al inglés por Will Jennings, ganador de un Óscar por la canción «My Heart Will Go On» de Titanic, el montaje fue protagonizado por Garou como Quasimodo, Tina Arena como Esmeralda (posteriormente reemplazada por Patti Russo y Dannii Minogue), Daniel Lavoie como Frollo, Bruno Pelletier como Gringoire, Steve Balsamo como Febo, Luck Mervil como Clopin y Natasha St-Pier como Flor de Lis.
A pesar de la frialdad con la que fue recibido por la crítica, principalmente por la ausencia de una orquesta en directo, el espectáculo logró mantenerse en cartel durante dieciséis meses, cerrando definitivamente el 6 de octubre de 2001 para dejar paso al musical We Will Rock You.

### Barcelona
Entre el 28 de noviembre de 2001 y el 3 de marzo de 2002, el BTM de Barcelona acogió la primera y única versión en idioma español hasta la fecha, producida por Enzo Entertainment, Focus, CIE España y Barcelona Promoció, con un presupuesto de más de 300 millones de pesetas (cerca de 2 millones de euros). Anteriormente conocido como Palacio de los Deportes, el BTM comenzó así una nueva etapa como teatro orientado a albergar espectáculos musicales de gran formato, actividad que continuó desempeñando durante una década.
El reparto fue elegido entre los más de 1 000 aspirantes que pasaron por las audiciones y estuvo encabezado por Albert Martínez como Quasimodo (alternándose con Carles Torregosa), Thais Ciurana como Esmeralda (alternándose con Lily Dahab), Enrique Sequero como Frollo, Daniel Anglès como Gringoire, Lisardo Guarinos como Febo, Paco Arrojo como Clopin y Elvira Prado como Flor de Lis. Wayne Fowkes fue el director asociado en Barcelona, con Sergi Cuenca como coordinador musical y Nacho Artime a cargo de la adaptación del texto al castellano. La orquesta, al igual que en el resto de puestas en escena internacionales, no fue en vivo y en su lugar se hizo uso de una pista pregrabada.

### Otras producciones
Notre-Dame de Paris se ha representado en países como Bélgica, Bulgaria, Canadá, China, Corea del Sur, España, Estados Unidos, Francia, Italia, Japón, Kazajistán, Líbano, Luxemburgo, Polonia, Reino Unido, Rusia, Singapur, Suiza, Taiwán o Turquía, y ha sido traducido a varios idiomas diferentes. En total ha sido visto por más de quince millones de espectadores en todo el mundo y en su día ostentó el récord Guinness al musical más exitoso en su primer año de lanzamiento.
Entre el 21 de enero y el 29 de julio de 2000, el hotel Paris de Las Vegas acogió una versión reducida del espectáculo, adaptada al inglés por Will Jennings y protagonizada por Doug Storm como Quasimodo, Janien Masse como Esmeralda, Francis Ruivivar como Frollo, Deven May como Gringoire, Mark W. Smith como Febo, David Jennings como Clopin y Jessica Grové como Flor de Lis.
Desde la primera gira por Europa y Canadá que siguió a la producción original de París, Notre-Dame de Paris ha realizado numerosos tours internacionales tanto en francés como en inglés, con una especial presencia en Asia.
Aunque el espectáculo ha regresado a París en varias ocasiones como parte de las diferentes giras, el primer revival estable en la capital francesa se representó entre el 25 de septiembre de 2001 y el 27 de junio de 2002 en el Théâtre Mogador, con un elenco liderado por Adrian Devil como Quasimodo, Shirel como Esmeralda, Michel Pascal como Frollo, Cyril Niccolai como Gringoire, Richard Charest como Febo, Roddy Julienne como Clopin y Claire Cappelletti como Flor de Lis.
En diciembre de 2010, los protagonistas originales Garou, Hélène Segara, Daniel Lavoie, Bruno Pelletier, Patrick Fiori, Luck Mervil y Julie Zenatti volvieron a reunirse para una serie de conciertos tributo en Kiev, Moscú y San Petersburgo, acompañados de una orquesta sinfónica de 70 músicos dirigida por Guy St-Onge y un coro de 40 cantantes. Posteriormente, esta versión en concierto también pudo verse en ciudades como París o Beirut.
Un nuevo tour arrancó el 23 de noviembre de 2016 en el Palacio de Congresos de París, donde se instaló por temporada limitada hasta el 8 de enero de 2017. Angelo Del Vecchio como Quasimodo, Hiba Tawaji como Esmeralda, Daniel Lavoie como Frollo, Richard Charest como Gringoire, Martin Giroux como Febo, Jay como Clopin y Alyzée Lalande como Flor de Lis encabezaron el reparto en esta ocasión. Una vez finalizadas las representaciones en París, la producción visitó multitud de escenarios tanto en Francia como en otros países, incluyendo paradas en el London Coliseum (2019) y en el Lincoln Center de Nueva York (2022 y 2023).

## Números musicales
| Acto I                           |                                |
| Título original                  | Título en España               |
| «Ouverture»                      | «Obertura»                     |
| «Le temps des cathédrales»       | «La era de las catedrales»     |
| «Les sans-papiers»               | «Los sin papeles»              |
| «Intervention de Frollo»         | «Intervención de Frollo»       |
| «Danse d'Esmeralda»              | «Baile de Esmeralda»           |
| «Bohémienne»                     | «La canción de la zíngara»     |
| «Esmeralda tu sais»              | «Esmeralda verás»              |
| «Ces diamants-là»                | «El collar de diamantes»       |
| «La fête des fous»               | «La fiesta de los locos»       |
| «Le Pape des fous»               | «El Papa de los locos»         |
| «La sorcière»                    | «La bruja»                     |
| «L'enfant trouvé»                | «El niño encontrado»           |
| «Les portes de Paris»            | «Las puertas de París»         |
| «Tentative d'enlèvement»         | «Intento de rapto»             |
| «La cour des miracles»           | «La corte de los milagros»     |
| «Le mot Phœbus»                  | «¿Febo, qué significa?»        |
| «Beau comme le soleil»           | «Bello como el sol»            |
| «Déchiré»                        | «Roto en dos»                  |
| «Ananké»                         | «Anarkia es fatalidad»         |
| «À boire!»                       | «Beber»                        |
| «Belle»                          | «La palabra belle»             |
| «Ma maison, c'est ta maison»     | «Mi casa es tu casa también»   |
| «Ave Maria païen»                | «Ave María gitana»             |
| «Si tu pouvais voir en moi»      | «Si tú vieses dentro de mí»    |
| «Tu vas me détruire»             | «Me vas a destruir»            |
| «L'ombre»                        | «La sombra»                    |
| «Le Val d'Amour»                 | «El cabaret del Val d'Amour»   |
| «La volupté»                     | «Sensualidad»                  |
| «Fatalité»                       | «Fatalidad»                    |
| Acto II                          |                                |
| Título original                  | Título en España               |
| «Florence»                       | «Háblame de Florencia»         |
| «Les cloches»                    | «Campanas»                     |
| «Où est-elle? »                  | «¿Dónde está Esmeralda?»       |
| «Les oiseaux qu'on met en cage»  | «Pájaro enjaulado»             |
| «Condamnés»                      | «Condenados»                   |
| «Le procès»                      | «El juicio de Esmeralda»       |
| «La torture»                     | «La tortura de Esmeralda»      |
| «Être prêtre et aimer une femme» | «Ser un cura y amarla a ella»  |
| «Phœbus»                         | «Mi Febo»                      |
| «Je reviens vers toi»            | «Volver a ti»                  |
| «La monture»                     | «La montura»                   |
| «Visite de Frollo à Esmeralda»   | «Visita de Frollo a Esmeralda» |
| «Un matin tu dansais»            | «Te vi bailar al sol»          |
| «Libérés»                        | «Libertad»                     |
| «Lune»                           | «Luna, bello astro solitario»  |
| «Je te laisse un sifflet»        | «Te daré un silbato»           |
| «Dieu que le monde est injuste»  | «Dios qué mundo tan injusto»   |
| «Vivre»                          | «Vivir»                        |
| «L'attaque de Notre-Dame»        | «El asalto a Notre-Dame»       |
| «Déportés»                       | «Deportados»                   |
| «Mon maître, mon sauveur»        | «Maestro y salvador»           |
| «Donnez-la-moi»                  | «Dádmela a mí»                 |
| «Danse mon Esmeralda»            | «Danza mi Esmeralda»           |

## Repartos originales
| Personaje   | París (1998)    | Las Vegas (2000) | West End (2000) | París (2001)       | Barcelona (2001) | Roma (2002)        | Amberes (2010)           | París (2016)       | París (2023)          |
| Quasimodo   | Garou           | Doug Storm       | Garou           | Adrian Devil       | Albert Martínez  | Giò Di Tonno       | Gene Thomas              | Angelo Del Vecchio | Angelo Del Vecchio    |
| Esmeralda   | Hélène Segara   | Janien Masse     | Tina Arena      | Shirel             | Thais Ciurana    | Lola Ponce         | Sandrine Van Handenhoven | Hiba Tawaji        | Hiba Tawaji           |
| Frollo      | Daniel Lavoie   | Francis Ruivivar | Daniel Lavoie   | Michel Pascal      | Enrique Sequero  | Vittorio Matteucci | Wim Van Den Driessche    | Daniel Lavoie      | Daniel Lavoie         |
| Gringoire   | Bruno Pelletier | Deven May        | Bruno Pelletier | Cyril Niccolai     | Daniel Anglès    | Matteo Setti       | Dennis ten Vergert       | Richard Charest    | Gian Marco Schiaretti |
| Febo        | Patrick Fiori   | Mark W. Smith    | Steve Balsamo   | Richard Charest    | Lisardo Guarinos | Graziano Galatone  | Tim Driesen              | Martin Giroux      | Damien Sargue         |
| Clopin      | Luck Mervil     | David Jennings   | Luck Mervil     | Roddy Julienne     | Paco Arrojo      | Marco Guerzoni     | Clayton Peroti           | Jay                | Jay                   |
| Flor de Lis | Julie Zenatti   | Jessica Grové    | Natasha St-Pier | Claire Cappelletti | Elvira Prado     | Claudia d'Ottavi   | Jorien Zeevaart          | Alyzée Lalande     | Alyzée Lalande        |

## Grabaciones
Además del disco conceptual en francés, existen numerosos álbumes interpretados en sus respectivos idiomas por los elencos de las diferentes producciones que se han estrenado a lo largo de todo el mundo.
Para promocionar la versión en lengua inglesa del espectáculo, la cantante Celine Dion grabó la canción «Live (for the One I Love)», que fue lanzada como segundo sencillo de su disco recopilatorio All the Way... A Decade of Song y también se incluyó en el álbum original de Londres.